# Поштові марки СРСР
Поштові марки Союзу Радянських Соціалістичних Республік — випуски поштових марок в СРСР у період з 1923 по 1991 рік.

## Випуски поштових марок
Після утворення Союзу Радянських Соціалістичних Республік на його території, за винятком ЗРФСР, у зверненні деякий час продовжували перебувати марки РРФСР.
|                                                                         |
| Повідомлення про вручення СРСР, франковане марками РРФСР (серпень 1923) |

### Перші марки
Перші марки з написом «Пошта СРСР», що зберігалася на всіх марках Радянського Союзу, було випущено у серпні 1923 року. Це була серія з чотирьох коммеморативних зубцевих та беззубцевих марок, присвячена відкриттю першої Всеросійської сільськогосподарської та кустарно-промислової виставки.
Ескізи підготував художник Г. Пашков. Сюжети мініатюр були такими: «Жнець», «Сіяч», «Трактор» та «Загальний вид виставки». Марки продавалися лише у великих містах країни. Були вилучені з обігу 1 грудня 1923 року.

### Стандартні марки
У зв'язку з переходом на золоту валюту в жовтні 1923 — січні 1924 року в обіг надійшли марки першої стандартної серії СРСР із зображенням робітника, селянина та червоноармійця за скульптурними портретами, виконаними Іваном Шадром. Номінали марок вказувалися в копійках золотом, тому серед філателістів серія відома під назвою «Золотий стандарт».

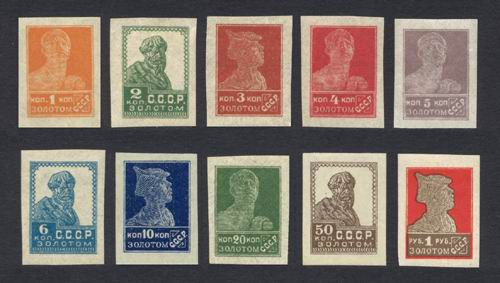
Перший стандартний випуск - "Золотий стандарт" (1923, беззубцовий варіант)

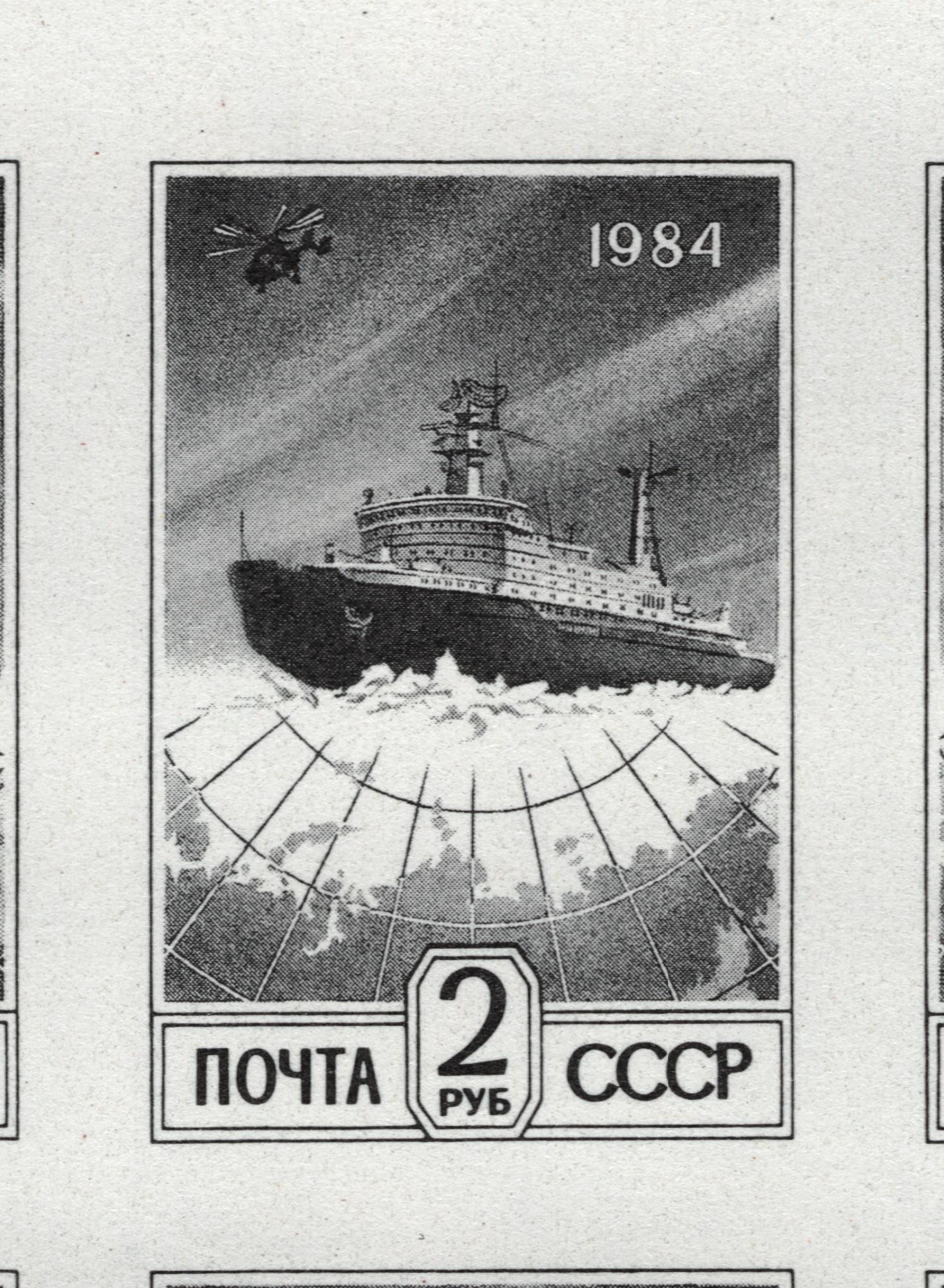
Остання стандартна марка СРСР (остання — з написом «Пошта СРСР»), 1992 (ЦФА [АТ «Марка»] № 5549I)

Перший випуск було надруковано літографським способом на папері без водяних знаків і без зубців. Серію неодноразово перевидавали — із зубцями та без зубців, із водяним знаком та без нього, марки друкувалася літографським та друкарськими способами. Усього відбулося 13 стандартних випусків СРСР — аж до 1992 року. Рік виходу серії став вказуватися на марках десятого випуску.

### Поштові блоки
Поштові блоки радянська пошта почала випускати з 1937 року. Перший блок, випущений у лютому 1937 року, був присвячений Всесоюзній Пушкінській виставці, що проходила в Москві. На ньому були відтворені 2 марки номіналами в 10 і 50 копійок із серії, присвяченої пам'яті Олександра Пушкіна, у зміненому кольорі без зубців. У поштовому відділенні виставки блок гасився спеціальним штемпелем.
Останній поштовий блок СРСР вийшов у жовтні 1991 року. Він присвячувався «перемозі демократичних сил 21 серпня 1991». На марці блоку митець Юрій Арцименєв зобразив будинок Будинку Рад РРФСР та барикади біля його стін. На полях блоку — пам'ятний текст і російський триколор. Загалом у Радянському Союзі було випущено 220 поштових блоків.
| Поштові блоки СРСР                      | Поштові блоки СРСР                        |
| --------------------------------------- | ----------------------------------------- |
|                                         |                                           |
| 1937: перший (ЦФА [ АТ «Марка» ] № 542) | 1991 : останній (ЦФА [АТ «Марка»] № 6370) |

### Останні емісії
У середині 1991 року відбулася Всесоюзна нарада з розробки концепції єдиної емісійної політики державних знаків поштової оплати СРСР, де були присутні керівники Міністерства зв'язку СРСР, Видавничого центру «Марка», Союзу філателістів СРСР та повноважні представники союзних республік. На нараді було прийнято документ, за яким планувалося видавати трохи більше 80 поштових марок на рік, їх 60 для республік (по 4 марки кожну республіку), 20 марок загальносоюзної тематики. Зазначені марки мали видаватися з атрибутикою «Пошта СРСР» та символікою республіки. При Міністерстві зв'язку СРСР планувалося створення комісії з поштових емісій, основним завданням якої мало бути визначення тематичного плану видання поштових марок. До складу створюваної комісії повинні були увійти представники Мінзв'язку СРСР, ІТЦ «Марка», Союзу філателістів СРСР та по два представники від кожної республіки, від Латвії, Литви та Естонії з правом дорадчого голосу. У зв'язку з наступними подіями та розпадом Радянського Союзу цей документ так і не був реалізований.
Останні марки пошти СРСР — серія з чотирьох мініатюр, присвячена російським історикам (Василеві Татіщеву, Миколі Карамзіну, Сергію Соловйову та Василеві Ключевському), вийшла 12 грудня 1991 року. Останній знак поштової оплати з написом «Пошта СРСР» — беззубцова мініатюра з 12-го стандартного випуску поштових марок СРСР із зображенням атомного криголама в полярних льодах, був емітований 20 квітня 1992 року.
| Останні поштові марки СРСР (1991)        | Останні поштові марки СРСР (1991)         | Останні поштові марки СРСР (1991)         | Останні поштові марки СРСР (1991)            |
| ---------------------------------------- | ----------------------------------------- | ----------------------------------------- | -------------------------------------------- |
|                                          |                                           |                                           |                                              |
| Василь Татіщев (ЦФА [АТ «Марка»] № 6377) | Микола Карамзін (ЦФА [АТ «Марка»] № 6378) | Сергій Соловйов (ЦФА [АТ «Марка»] № 6379) | Василь Ключевський (ЦФА [АТ «Марка»] № 6380) |

На території Росії поштові марки СРСР були вилучені з поштового звернення в два етапи наказами Мінзв'язку Росії від 17 вересня 1992 № 318 і від 2 серпня 1993 № 186.

### Тематика
Тематика поштових марок Радянського Союзу мала яскраво виражену суспільну спрямованість. Присутність суспільно-політичної тематики була сутністю та основним змістом радянського колекціонування. Так, у листопаді 1929 року було видано серію марок «За індустріалізацію СРСР» (ЦФА [АТ «Марка»] № 347—350), на яких було вміщено такі заклики: «За зниження собівартості, за трудову дисципліну, за поліпшення якості продукції», «Піднімемо врожайність на 35 %», «Більше металу — більше машин!» і т. ін. Ці марки пропагували основні завдання, що ставилися ВКП(б) у боротьбі за індустріалізацію країни.
- Серія «За індустріалізацію СРСР» (1929)
- Робітник біля верстата (ЦФА 347)
- Тракторна колона (ЦФА 348)
- Домни (ЦФА 349)
- Індустріальний пейзаж (ЦФА 350)

На радянських марках, цілісних та цілих речах, спеціальних гасіннях наступних десятиліть були відображені всі етапи історії країни: участь у Німецько-радянській війні, повоєнна відбудова та розвиток господарства СРСР, науки і техніки, рішення партії та партійних форумів, що організує роль КПРС, боротьба за мир і міжнародне співробітництво, просування ідей марксизму-ленінізму.
- З'їзди КПРС на поштових марках СРСР
- XX з'їзд, 1956 (ЦФА 1865) — перший партійний з'їзд, відзначений випуском марок[10]
- XXI з'їзд КПРС, 1959 (ЦФА 2273)
- XXII з'їзд КПРС, 1961 (ЦФА 2619)
- XXIII з'їзд КПРС, почтовый блок, 1966 (ЦФА 3330)

- XXIV з'їзд КПРС, 1971 (ЦФА 3966)
- XXV з'їзд КПРС, 1976 (ЦФА 4543)
- Те саме, поштовий блок (ЦФА 4544)

Серед багатьох інших тематичних випусків знаків поштової оплати СРСР можна згадати новорічні марки, які вперше з'явилися у грудні 1962 року (ЦФА [АТ «Марка»] № 2802—2803) і регулярно видавалися щороку. Вони також відбивали «успіхи та досягнення» народів СРСР.
- Приклади новорічних марок СРСР
- 1962: марка з першого новорічного випуску, із зубцями (ЦФА 2803). Голуб миру і новорічна ялинка
- 1968: гілка новорічної ялинки на тлі будівлі Державної бібліотеки СРСР, будівлі МЗС СРСР і Спаської вежі Кремля (ЦФА 3698)
- 1977: ялинова гілка і супутник зв'язку "Блискавка" (ЦФА 4766)

## Інші види поштових марок

### Авіапоштові
Міністерство зв'язку СРСР випускало дуже невелику кількість авіапоштових марок, оскільки в СРСР дозволялася оплата авіапоштових відправлень марками звичайних випусків. Крім того, у стандартних та пам'ятних випусках були марки з номіналами, що відповідають тарифам авіапоштових відправлень.
Перші авіапоштові марки СРСР були підготовлені у жовтні 1923 року, проте у зв'язку з настанням осені та припиненням польотів до весни в обіг не надійшли. Навесні 1924 року через зміну валюти та разом із нею поштових тарифів, марки були наддруковані новою вартістю — 5, 10, 15 і 20 копійок золотом та використовувалися для оплати поштових відправлень, що пересилаються авіапоштою. То була перша серія стандартних авіапоштових марок. У 1926—1927 роках вони були розіслані різними поштовими відділеннями і використовувалися як звичайні марки.
Пам'ятні авіапоштові марки виходили в 1930, 1931 і т. д., останні — в 1955 році.

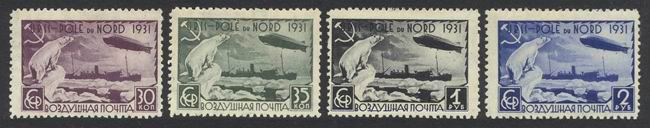
Серія пам'ятних авіапоштових марок СРСР (1931): арктичний рейс криголама "Малигін", зустріч криголама з дирижаблем ЛЦ-127 (ЦФА 383-386)

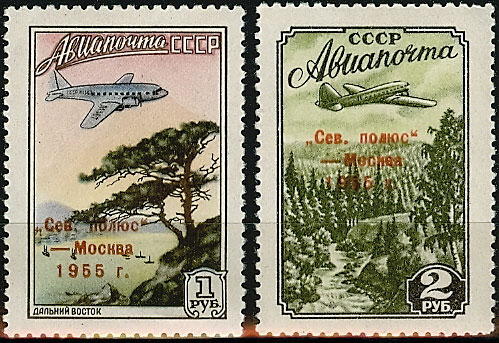
Останняпам'ятна серія авіапоштових марок СРСР (1955): надпечатка "Північний полюс - Москва 1955 р." (ЦФА 1755-1756)

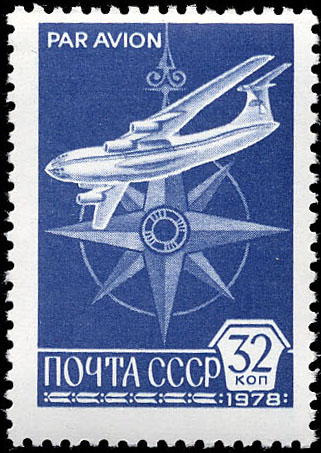
Стандартна авіапоштова марка СРСР, 1978 (ЦФА [ АТ «Марка» ] № 4864)

В серпні 1978 року у 12-му стандартному випуску була марка номіналом 32 копійки. Марка була випущена на простому та крейдованому папері. На ній зображені літак Іл-76, троянда вітрів і дано напис фр. «Par avion». Вона призначалася на оплату пересилання простих авіаписів у несоціалістичні країни. Авіапоштові марки видавалися аж до 1979 року. Після скасування з 1 лютого 1983 року поділу внутрішніх поштових відправлень на авіавідправлення та відправлення наземної пошти, потреба в них відпала.

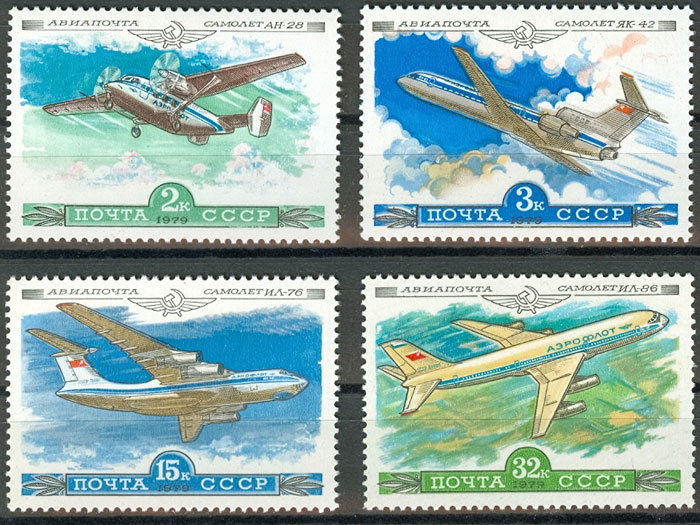
Марки з останньої авіапоштової серії СРСР, 1979 (ЦФА 4961-4964)

### Поштово-благодійні
У листопаді 1924 року у зв'язку з повінню в Ленінграді було випущено першу серію поштово-благодійних марок. На марках РРФСР було зроблено наддруки «СРСР постраждалому від повені Ленінграду» і «СРСР. Ленінградського пролетаріату. 23.IX.1924», а також нового номіналу з додатковим збором до фонду допомоги. Ці марки продавалися лише у великих містах.
Останній поштово-благодійний випуск СРСР було здійснено у серпні 1991 року. Додатковий збір йшов на користь Радянського фонду культури. На мініатюрі художник М. Осколков зобразив дзвін, а під ним дзвіницю з села Куліга-Дракованово, дзвіниця церкви Успіння біля Парома в Пскові, дзвіниця Успенського собору Ростовського Кремля і в центрі композиції — дзвіницю «Іван Великий» у Московському Кремлі.
| Поштово-благодійні марки СРСР        | Поштово-благодійні марки СРСР           |
| ------------------------------------ | --------------------------------------- |
|                                      |                                         |
| 1924: перша (ЦФА [АТ "Марка ] № 207) | 1991: остання (ЦФА [АТ «Марка»] № 6346) |

### Доплатні
У 1924—1925 роках у Радянському Союзі використовувалися доплатні марки. Перша серія доплатних марок, що складається з дев'яти номіналів, надійшла в обіг у 1924 році. Це були перші марки РРФСР із наддруком нового номіналу (наприклад, «Доплата 1 коп. золотом») двох типів. Всі доплатні марки з надруками були вилучені з обігу 30 квітня 1925 року та замінені марками з оригінальним малюнком.

Приклади доплатних марок СРСР
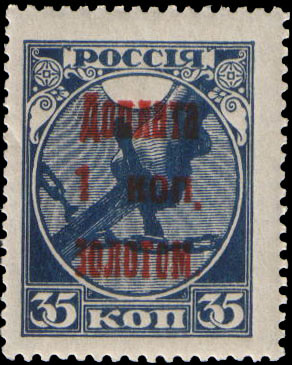
1924,надрук «Доплата 1 коп. золотом» на 35-копійчаній першій марці РСФСР
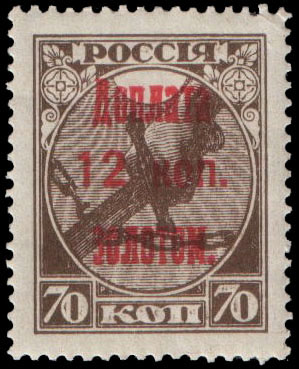
1924, наддрук «Доплата 12 коп. золотом» на 70-копійчаній першій марці РСФСР
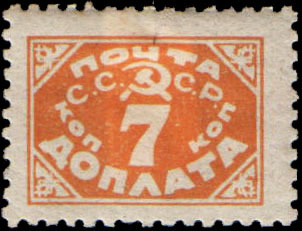
1925, 7 копійок

Використання доплатних марок було скасовано з лютого 1926 року. Надалі доплата стягувалась готівкою і на конвертах позначалася спеціальним штампом з написом «Доплатити» або «Доплата».

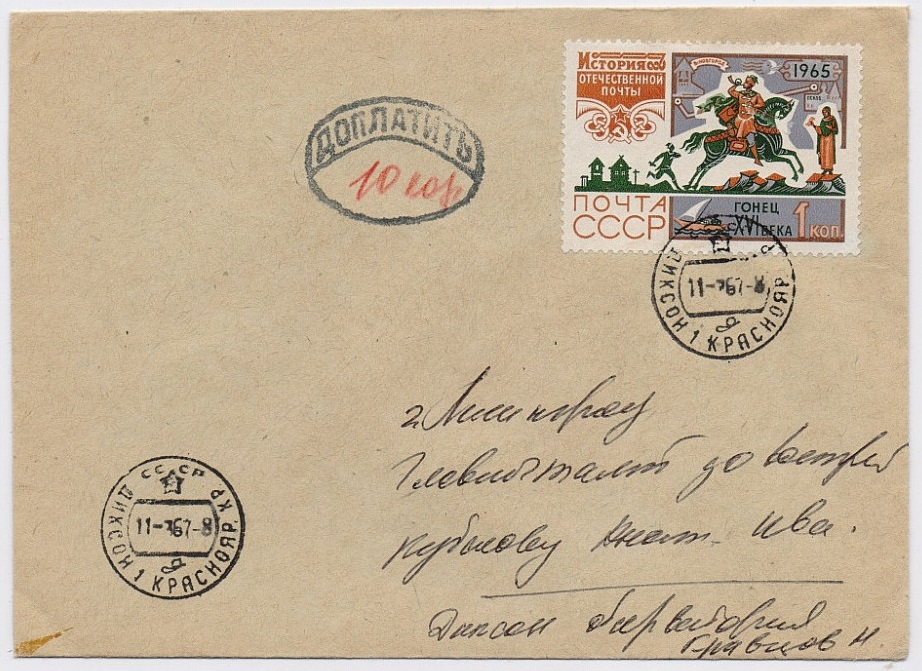
Штамп 'Доплатити' із вписаною від руки сумою "10 коп" на конверте, надісланому 1967 року з Діксона до Ленінграда та франкіруваному 1-копійчаною маркою СРСР

### Марки контрольного збору

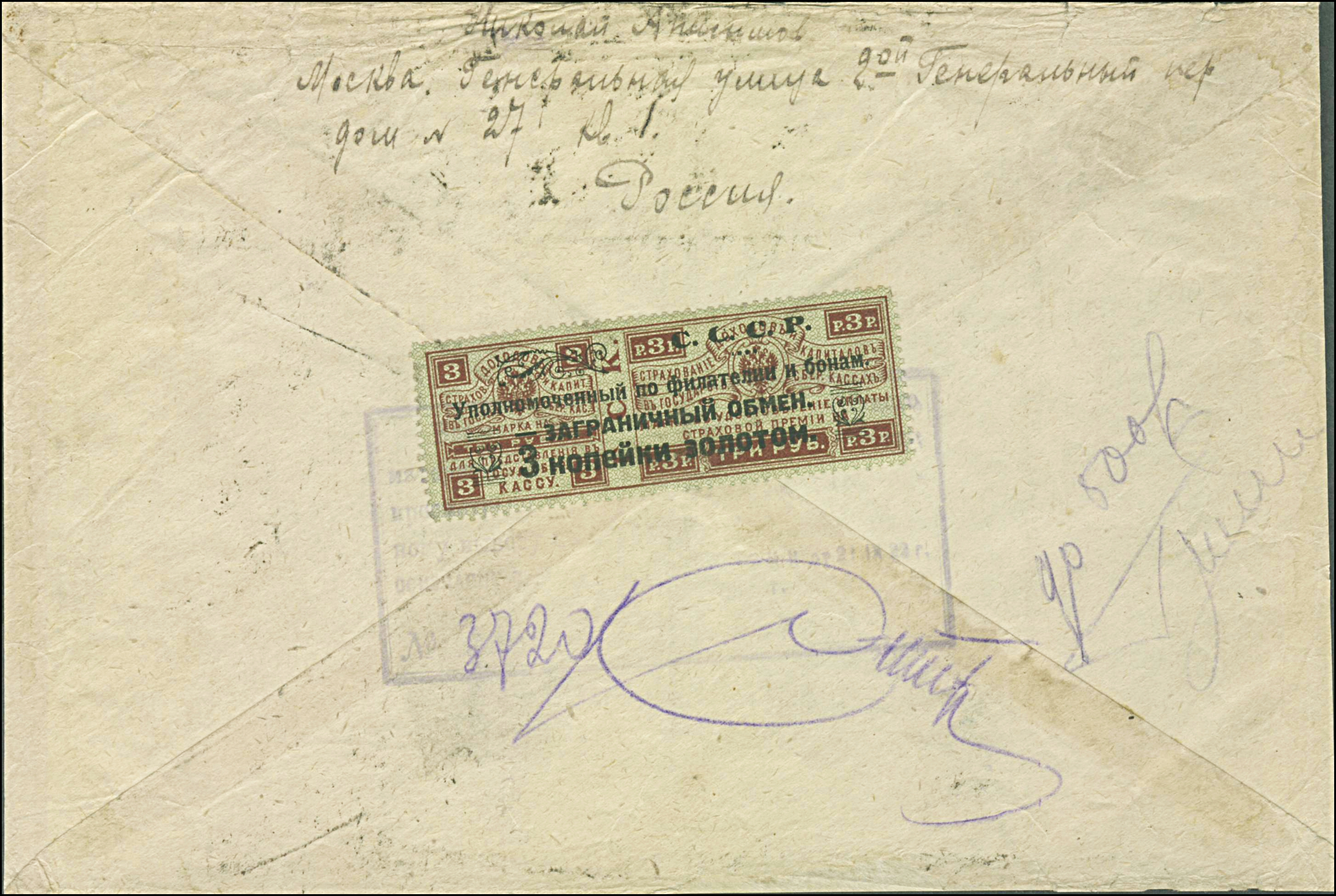
1923: марка контрольного збору із закордонного обміну ОУФБ (ЦФА Міхель К3|3) на конверте, відправленому 1924 року з Москви до Чехословаччини

Марки контрольного збору із закордонного філателістичного обміну випускалися в СРСР у 1922—1933 роках. На марках РРФСР перших випусків, поштово-благодійних марках Росії 1914—1916 років і на страхових марках Росії були зроблені наддруки різних текстів, наприклад, на останньому випуску 1932—1933 років « С. Ф. А. Контроль закордонного обміну» і нового номіналу. Використовувалися для стягнення збору з поштових відправлень. Усього було емітовано шість випусків, що включають загалом 29 марок. Вони вилучалися із вживання у міру заміни на черговий випуск. Останні були вилучені звернення в 1938 році.

### Поспішні
У квітні 1932 року було випущено три марки спішної пошти із зображенням транспортних засобів на оплату експресних поштових відправлень. На мініатюрах напис «Поспішна пошта. Express».

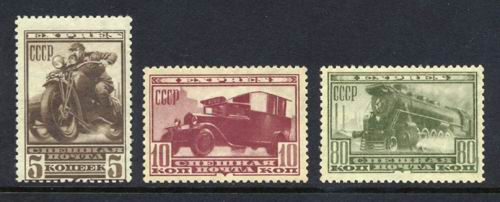
Поспішні марки СРСР (1932). Художник І. Дубасов (ЦФА 387-389)

Авіапоштові експресні марки номіналами 50 копійок і 1 рубль були випущені в тому ж році. Вони присвячувалися другому Міжнародному полярному році і були призначені для оплати кореспонденції, спрямованої 26 серпня 1932 спеціальним літаком із Землі Франца Йосипа в Архангельськ. Гасилися ці марки спеціальним штемпелем із зображенням літака та написом «СРСР. Земля Франца-Йосифа». Крім того, на конвертах ставився штамп із зображенням літака, що летить, і написом «Другий міжнародний полярний рік 1932—33. Перший повітряний полярний рейс 1932».

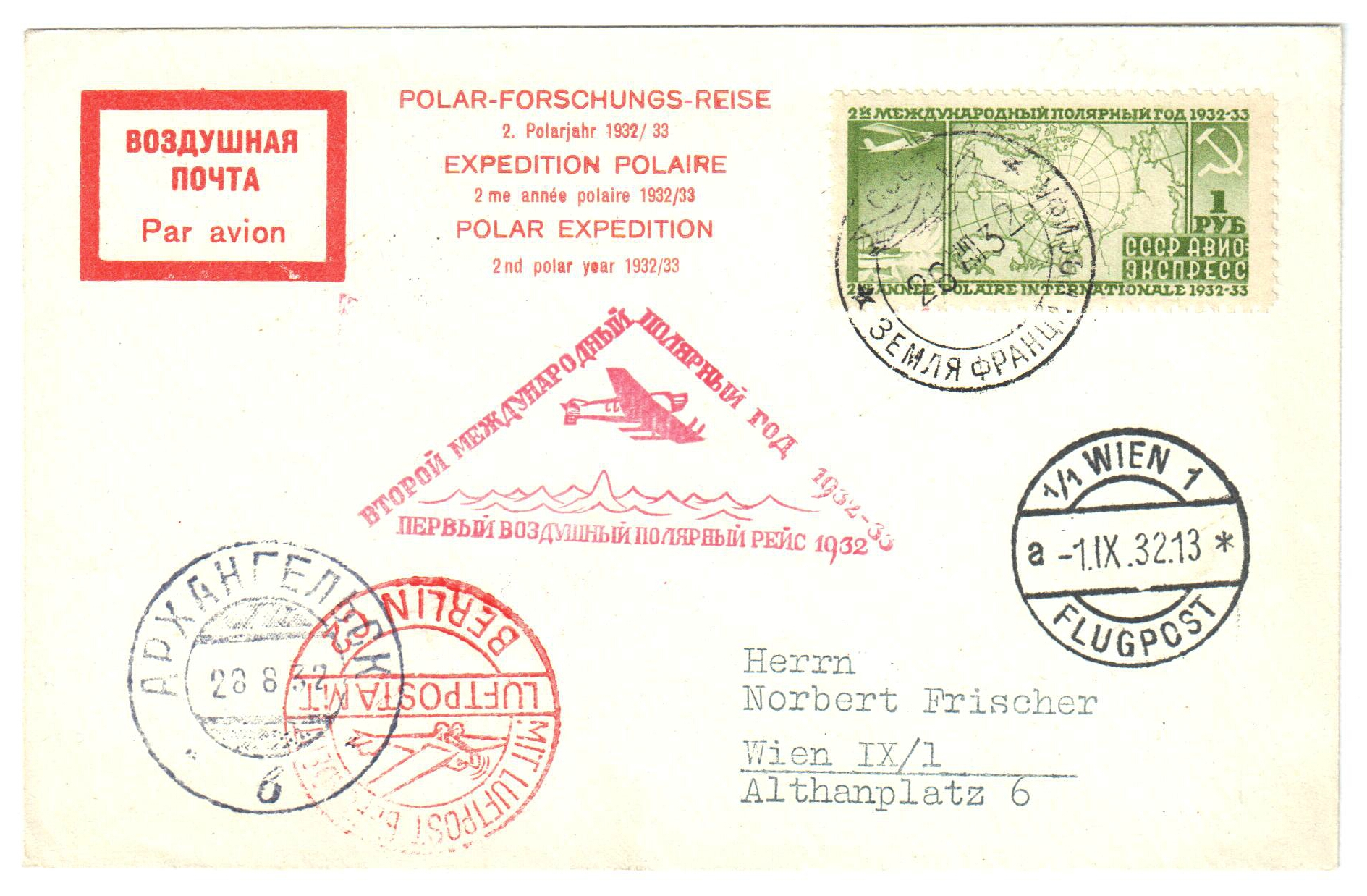
Конверт, франкований, Конверт авіапоштовою експресною маркою СРСР на честь 2-го Міжнародного полярного року, що був відправлений 26 серпня 1932 року з Землі Франца-Йосифа до Архангельська, а потім до Берліна та Відня та має відбиток трикутного штампа "Другий міжнародний полярний рік 1932-33. Перший повітряний полярний рейс 1932"

## Місцеві випуски

### 1931 рік
З 1 червня 1931 року у Радянському Союзі встановили нові тарифи на поштові послуги. Ця зміна застала зненацька багато поштових відділень країни, які не мали достатньої кількості марок необхідних номіналів. У зв'язку з цим кореспонденцію почали оплачувати кількома марками дрібного номіналу, що, своєю чергою, призвело до швидкого виснаження їх запасів. У пошуках виходу з ситуації деякі поштові відділення змушені були робити наддруки нового, потрібного номіналу або розрізати навпіл наявні в достатній кількості марки (частіше по вертикалі, рідше — по горизонталі або діагоналі), причому кожна половина марки оцінювалася в половину вартості розрізаної марки.
Вже з перших днів запровадження нового тарифу стала відчуватися нестача марок 15-копійчаної вартості у Центрально-чорноземних областях. Щоб забезпечити поштові контори марками вказаного номіналу у липні 1931 року у Тамбові було виготовлено ручний штемпель «15 коп.», яким було проведено наддрук фіолетової штемпельної фарби на марках третього стандартного випуску в 10 копійок. Наддруки зустрічаються по горизонталі або діагоналі марки. Провізорій відомий із гасіннями Тулінова Тамбовської області, Тамбова та Козлова (Мічурінська). Цей провізорний випуск відомий серед філателістів під назвою «Тулінівка» .
Східно-Сибірський край мав багато поштових відділень та агентств, які знаходилися за сотні та тисячі кілометрів від залізниці, що ускладнювало постачання поштових марок необхідних номіналів. Оскільки зміна тарифів на кореспонденцію була своєчасно забезпечено доставкою марок необхідної вартості, запаси 15-копійчаних марок швидко виснажилися. Тому закриті іногородні листи стали франкувати двома марками в 5 та 10 копійок, а відкриті — 5-копійчаною маркою. Це призвело до того, що запаси п'ятикопійчаних марок швидко вичерпалися і працівники пошти стали різати наявні 10-копійчані марки.
Відомі листи, франковані 10-копійчаною маркою та половинкою марки стандартної серії (ЦФА [АТ «Марка»] № 320), або половинкою марки із серії 25-річчя революції 1905 року (ЦФА [АТ «Марка»] № 367) зі штемпелями відправлення: Усть-Кара, Стрітенськ, Шахтома, Копунське п. о.

## Випуски цілісних і цілих речей

### Марковані конверти
Перший радянський маркований конверт, з написом шістьма мовами «Закритий лист», надійшов в обіг у 1927 році.

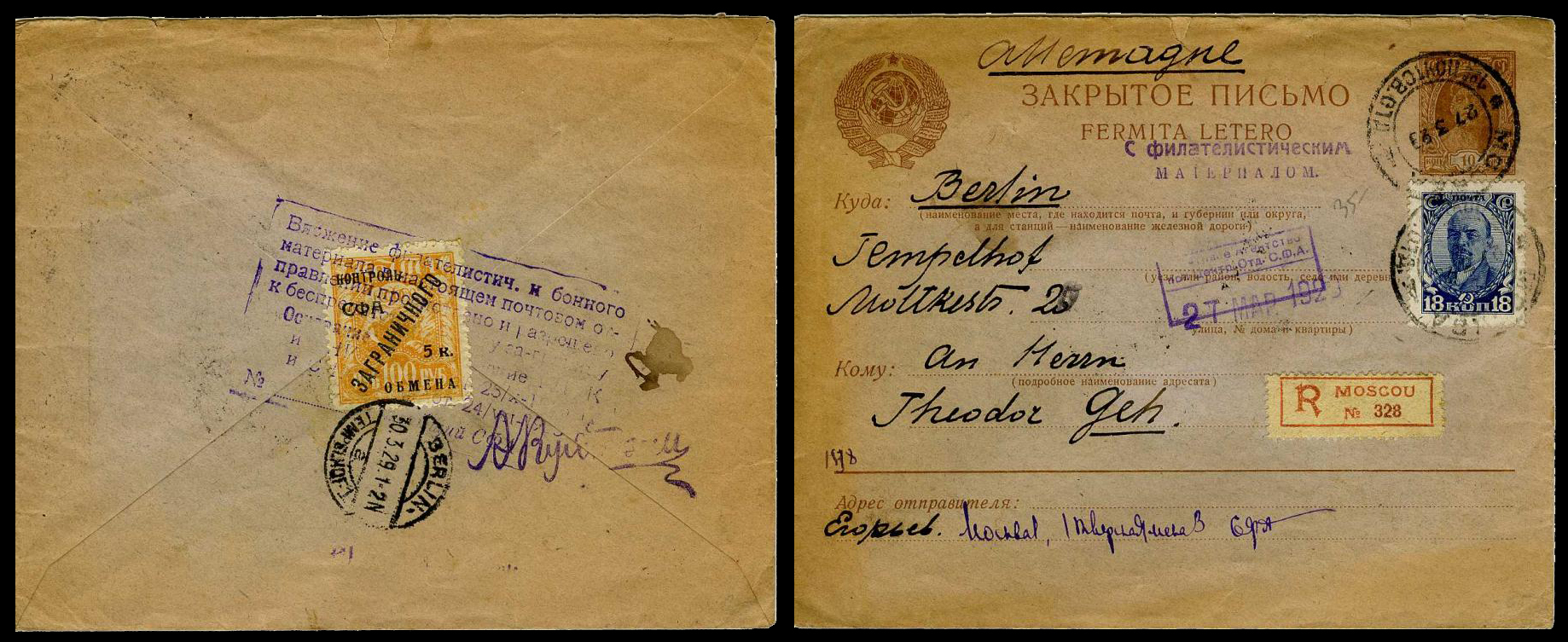
Маркований конверт СРСР з написом Закритий лист російською мовою та есперанто, який було відправлено в 1929 році з Москви в Берлін у вигляді Рекомендованого листа з вкладенням філателістичного матеріалу, який пройшов контроль СФА, про що свідчать марка контрольного збору із закордонного обміну (на звороті) та інші позначки

У 1931 році були випущені перші ілюстровані конверти з рекламами «Інтуриста». У 1932—1935 роках випускалися політико-агітаційні ілюстровані конверти. Усього їх вийшло близько 300 штук.

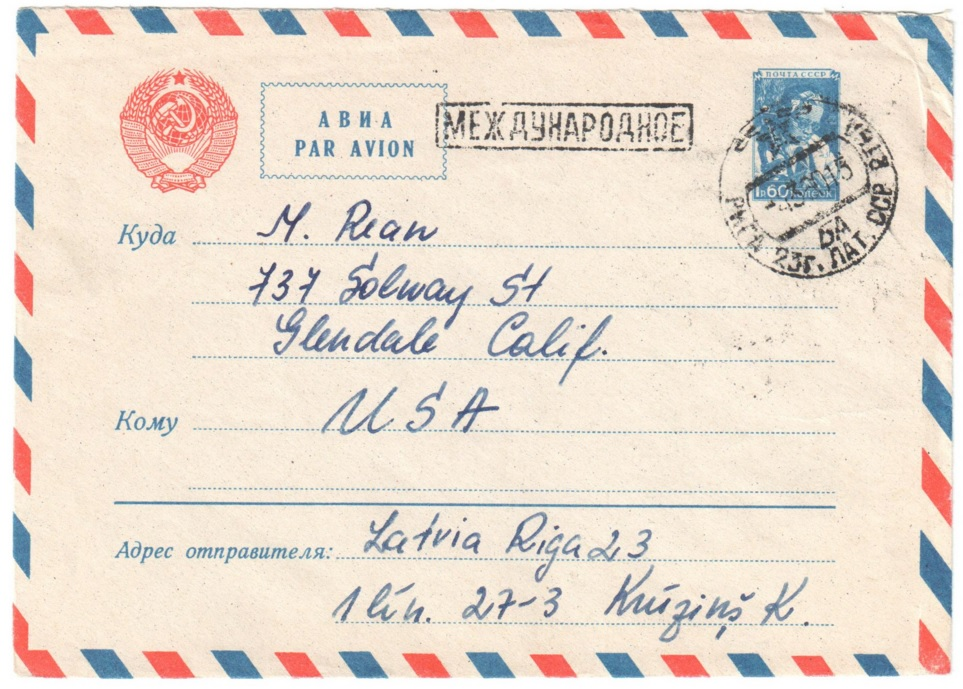
Авіапоштовий маркований конверт СРСР, який було надіслано 1960 року з Риги до США у вигляді міжнародного листа

З листопада 1953 року Мінзв'язку СРСР розпочало регулярний випуск художніх маркованих конвертів (ХМК). На першому ХМК художник С. Поманський зобразив спортивні яхти. Випуск ХМК зі знаками поштової оплати СРСР тривав до квітня 1992 року. Існують різні варіанти ХМК, які відрізняються кольором малюнка, вихідними даними, папером тощо.

Приклади художніх маркованих конвертів (ХМК) СРСР 1950-х років
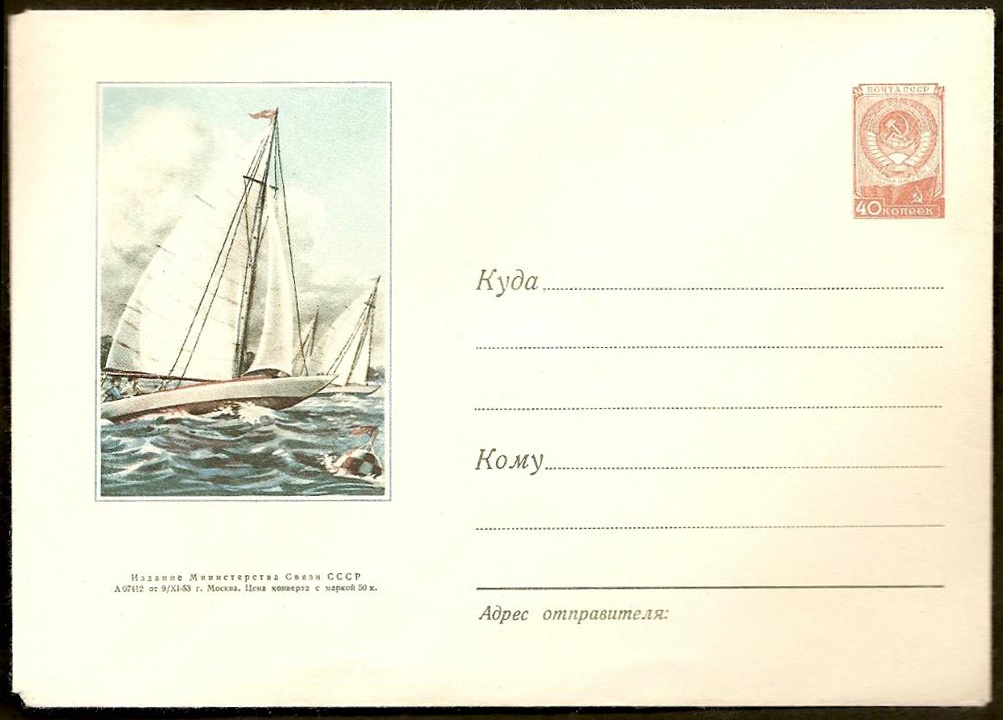
1953: перший ХМК СРСР
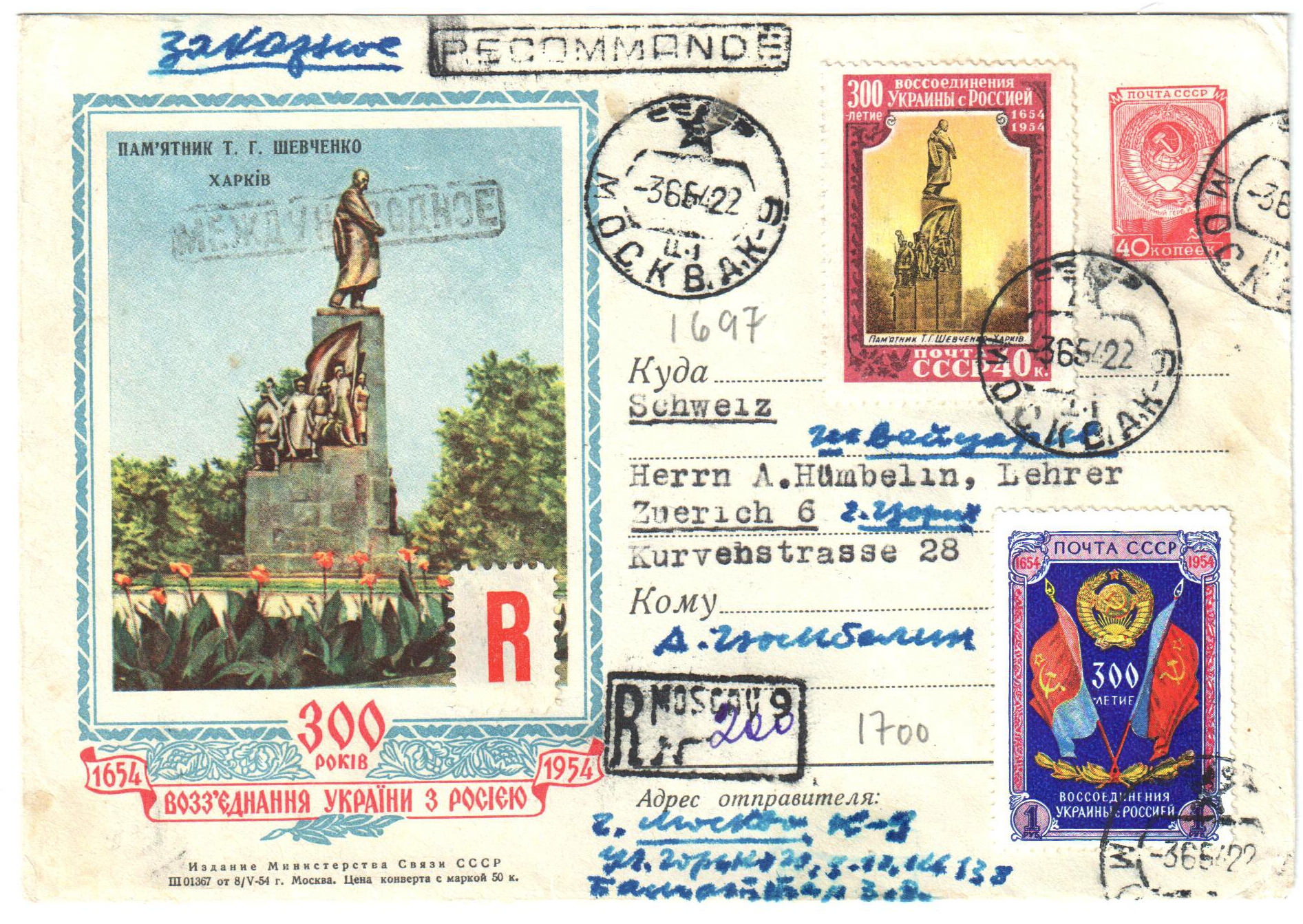
1954: ХМК на честь 300-річчя возз'єднання України з Росією, на якому зображено пам'ятник Тарасові Шевченку в Харкові. Замовний лист відправлень зМоскви до Цюріха і додатковофранковано двома марками СРСР, присвяченими тієї ж події, на одній з яких зображено той самий пам'ятку
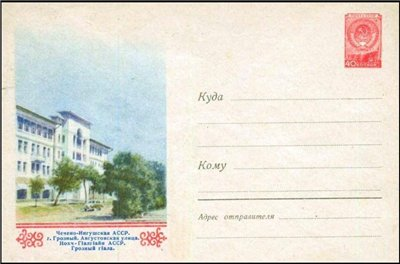
1958: Чечено-Інгушська АРСР, Грозний, Серпнева вулиця (нині проспект Володимира Путіна)

### Конверти першого дня
Регулярний випуск конвертів першого дня (ККД) радянська пошта розпочала 1968 року. З цього часу вона почала систематично використовувати гасіння першого дня. Перший ККД був випущений для новорічної марки, що надійшла в обіг 1 грудня 1968 до наступного 1969 року. Спочатку ККД випускалися лише деяких серій, потім число їх почало збільшуватися. З 1981 року вони випускалися всім нових марок. До січня 1981 було випущено більше 500 конвертів першого дня.

Приклади конвертів першого дня СРСР 1980-х років
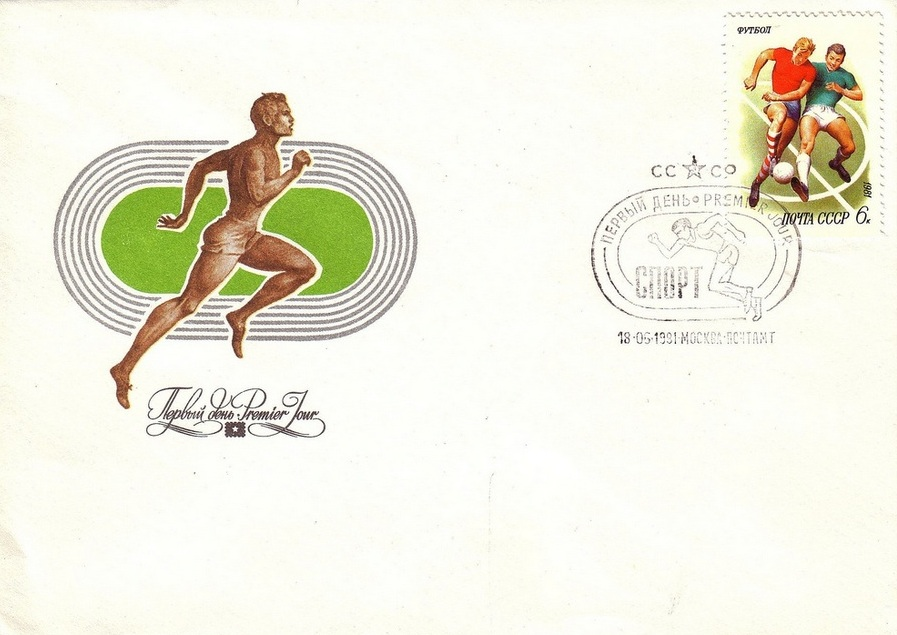
Спорт. Футбол (1981)
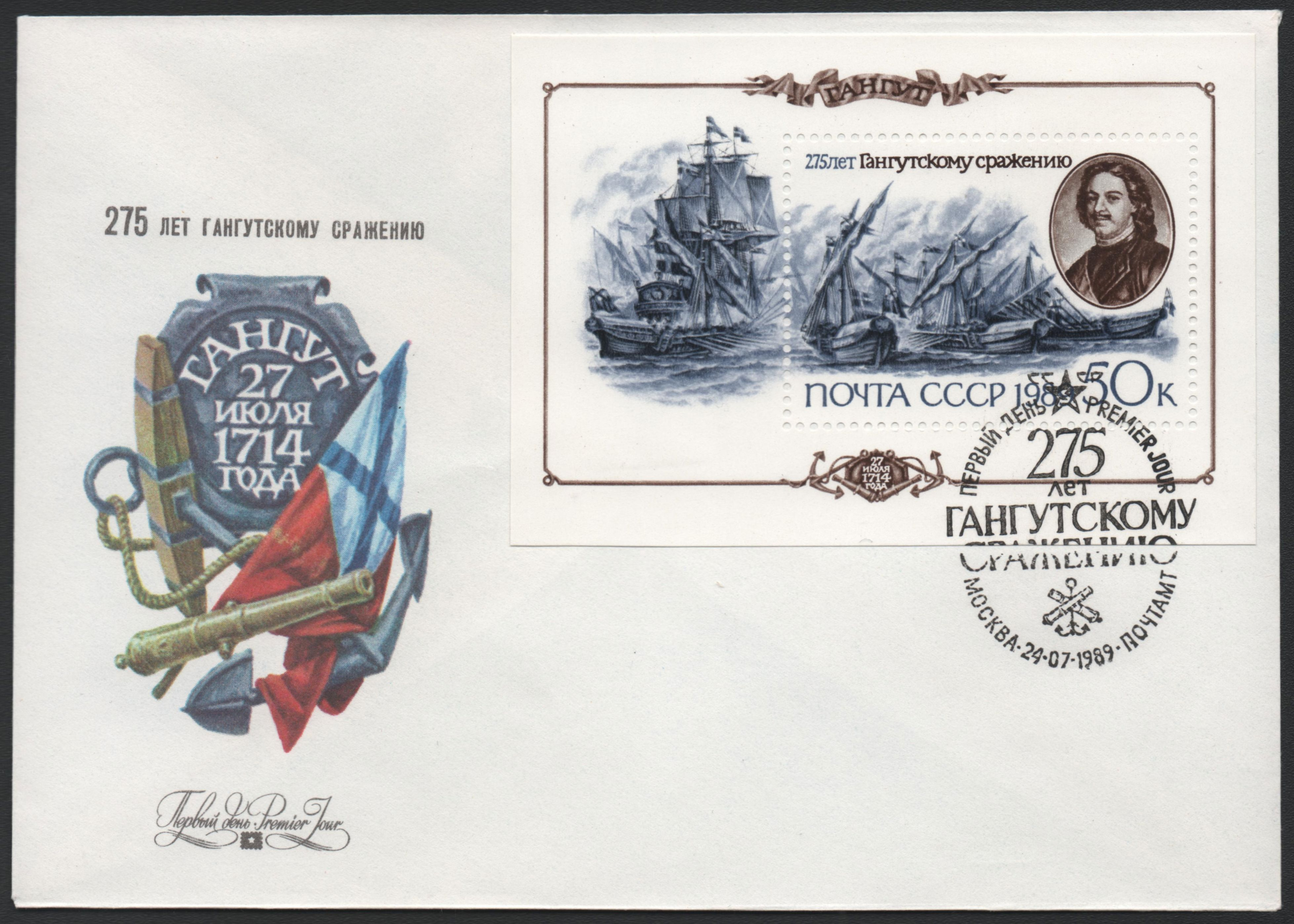
275 років Гангутській битві (1989)

## Розвиток філателії
У ранній період, з 1923 року по червень 1941 року, філателістичний рух у СРСР будувалося і розвивалося у рамках Всеросійського товариства філателістів (згодом Всесоюзного товариства колекціонерів). У наступні 15 років загальносоюзна філателістична організація була відсутня, лише в деяких містах підтримувалася робота гуртків і клубів.
1957 року в Москві заснували Московське міське товариство колекціонерів (нині Союз московських філателістів). Нарешті у березні 1966 року було організовано Всесоюзне товариство філателістів (ВОФ; пізніше Союз філателістів СРСР), яке проіснувало до 1992 року. Друкованим органом ВОФ був журнал «Філателія СРСР», а також видавався щорічник «Радянський колекціонер».
У радянські роки спостерігався подальший розвиток Центрального музею зв'язку імені А. С. Попова, в якому зберігалася і примножувалася Державна колекція знаків поштової оплати, що включає поштові марки та цілісні речі дореволюційної Росії, СРСР та всіх країн світу.

## Тематичні списки
Є такі тематичні списки поштових марок СРСР.
- Багаторічні серії комеморативних марок СРСР.
- Список авторів поштових марок СРСР.
- Список багатомовних поштових марок СРСР.